# 정선호 (1938년)
정선호(鄭善昊, 1938년 1월 1일~)는 대한민국의 기업인, 정치인이다. 제5공화국에서 체육부차관을 지냈으며 제11·12대 국회의원을 지냈다. 대흥제지 대표이사를 지냈다. 본관은 함평.

## 학력
- 천안중앙초등학교
- 천안중학교
- 서울고등학교
- 육군사관학교
- 미국 퍼듀대학원 공학석사
- 미국 뉴욕주립대 스토니브룩 대학원 공학박사

## 경력
- 한국과학기술연구소 집적회로연구실장
- 대한전선(주)이사 공장장
- 대한전선(주)상무 사업부장
- 민정당 사회개발연구소장
- 체육부 차관
- 콘트롤데이타코리아 사장
- 대흥제지(주)사장
- 한나라당 국책자문위원

## 역대 선거 결과
|  | 25.16% |

|  | 42.42% |

|  | 32.28% |